# Simon Johnson
Simon H. Johnson (* 16. ledna 1963, Sheffield) je britsko-americký ekonom, který od roku 2004 působí jako profesor podnikání na MIT Sloan School of Management. V letech 2008 až 2019 působil také jako vedoucí pracovník Petersonova institutu pro mezinárodní ekonomii. Než se přesunul na MIT učil v letech 1991 až 1997 na Fuqua School of Business na Dukeově univerzitě. Od března 2007 do konce srpna 2008 působil jako hlavní ekonom Mezinárodního měnového fondu.
V roce 2024 získali Johnson, Daron Acemoglu a James A. Robinson Nobelovu pamětní cenu za ekonomii za srovnávací studie prosperity mezi národy.

## Vzdělání
Johnson se narodil v roce 1963 v Sheffieldu a navštěvoval Abbotsholme School v Rocesteru. Vystudoval filozofii, politiku a ekonomii na Corpus Christi College v Oxfordu, kde získal bakalářský titul v roce 1984. Poté získal v roce 1986 magisterský titul s vyznamenáním v oboru ekonomie na Manchesterské univerzitě. Pokračoval v doktorském studiu na Massachusettském technologickém institutu, kde mu radil Rudiger Dornbusch a v roce 1989 získal doktorát z ekonomie a napsal disertační práci s názvem Inflace, intervence a ekonomická činnost.

## Kariéra
V letech 1989 až 1991 pracoval Johnson na Harvardově univerzitě, kde byl členem Harvard Academy for International and Area Studies a stipendistou jejího Ruského výzkumného centra. V letech 1991 až 1997 vyučoval na Fuqua School of Business na Dukeově univerzitě, kde byl do roku 1995 odborným asistentem a do roku 1997 docentem; zároveň v letech 1993 až 1995 vedl Centrum pro rozvoj manažerů v Petrohradě v Rusku. V roce 1997 se stal členem fakulty MIT, kde získal stálé místo v roce 2002. Na MIT působí jako výzkumný spolupracovník Blueprint Labs, spoluvede iniciativu MIT Shaping the Future of Work a vede skupinu pro globální ekonomiku a management.
Od roku 2004 je Johnson výzkumným spolupracovníkem NBER a členem organizace BREAD. Je rovněž členem CEPR a od roku 2021 zasedá ve správní radě Fannie Mae. Spoluzaložil Radu pro systémová rizika při CFA Institute a od roku 2010 je měsíčním sloupkařem Project Syndicate. V listopadu 2020 byl jmenován dobrovolným členem revizního týmu prezidentské agentury Joea Bidena, aby podpořil přechod na novou administrativu na ministerstvu financí Spojených států amerických a ve Federálním rezervním systému.

## Afiliace
Johnson je členem Mezinárodního poradního sboru Centra pro sociální a ekonomický výzkum (CASE). Je také členem panelu ekonomických poradců Rozpočtového úřadu Kongresu. V letech 2006 až 2007 byl hostujícím pracovníkem na Petersonově institutu pro mezinárodní ekonomii, kde byl v letech 2008 až 2019 vedoucím pracovníkem. Je členem redakční rady čtyř akademických ekonomických časopisů. Od roku 2007 přispívá do Project Syndicate.

## Výzkum a publikace
Simon Johnson je autorem relevantních článků, jako jsou „Learning from Ricardo and Thompson: Machinery and Labor in the Early Industrial Revolution, and in the Age of AI“ nebo „A Theory of Price Caps on Non-Renewable Resources“. V roce 2010 napsal knihu 13 Bankers: The Wall Street Takeover and the Next Financial Meltdown (ISBN 978-0307379054), spolu s Jamesem Kwakem, se kterým také spoluzaložil a pravidelně přispívá do ekonomického blogu The Baseline Scenario. Je také autorem knih White House Burning: Our National Debt and Why It Matters to You (2013); Jump-Starting America: How Breakthrough Science Can Revive Economic Growth and the American Dream (2019), s Jonathanem Gruberem; a Power and Progress: Our Thousand-Year Struggle Over Technology and Prosperity (2023), s Daronem Acemoglu.

### Power and Progress

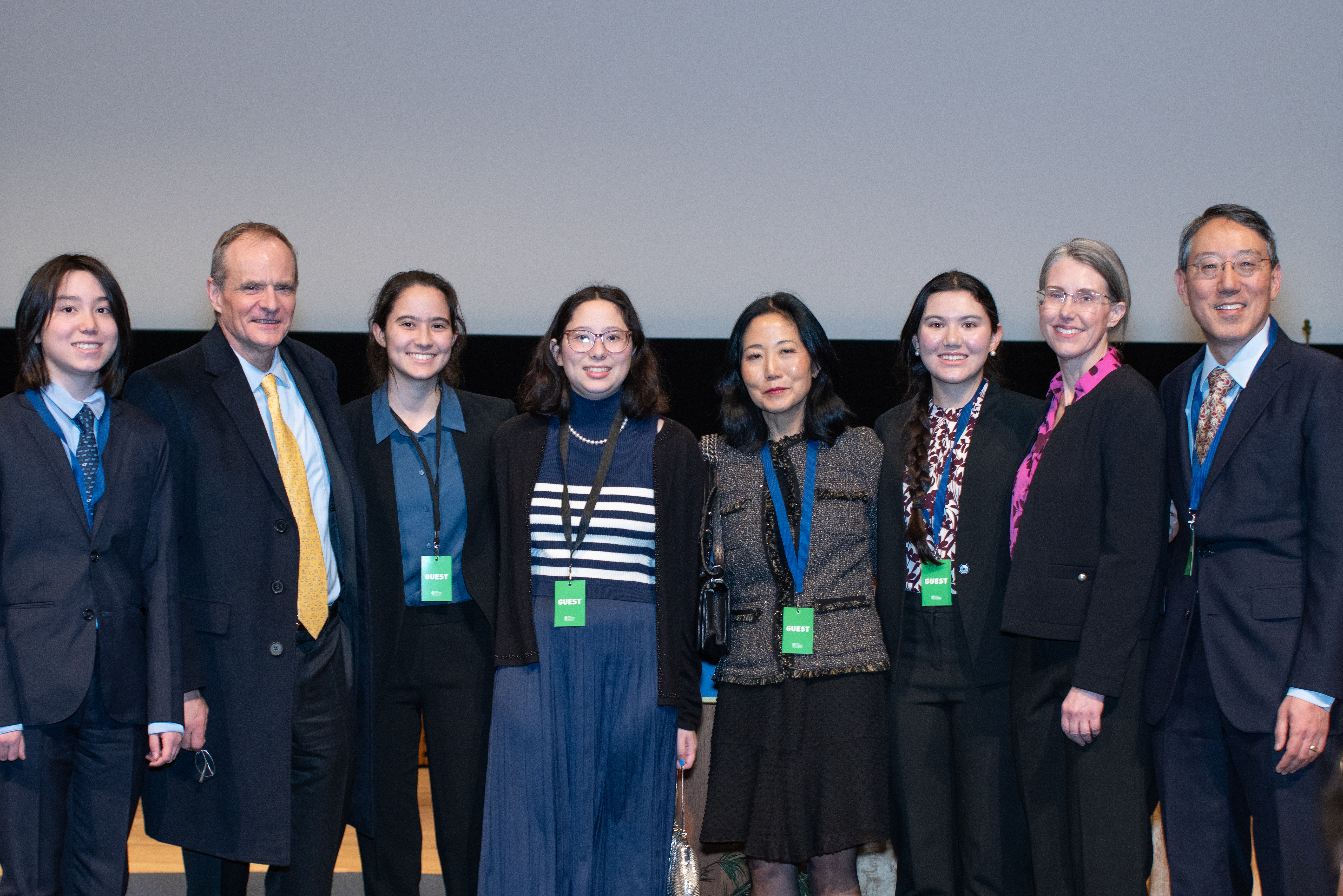
Johnson, druhý zleva, s přáteli a rodinou na Nobelově týdnu 2024

Kniha Power and Progress vydaná v roce 2023 pojednává o historickém vývoji technologií a jejich sociálních a politických důsledcích. Kniha se zabývá otázkami týkajícími se vztahu mezi novými stroji a výrobními technikami a mzdami, způsobu, jakým by bylo možné využít technologii pro sociální statky, a příčinám nadšení kolem umělé inteligence (AI).
Power and Progress tvrdí, že technologie nepřinášejí automaticky sociální statky, protože jejich výhody připadají úzké elitě. Nabízí spíše kritický pohled na umělou inteligenci a zdůrazňuje její převážně negativní dopad na pracovní místa a mzdy a na demokracii.
Acemoglu a Johnson také poskytují vizi o tom, jak by nové technologie mohly být využity pro společenské dobro. Jako možný model vnímají progresivní éru. Diskutují o seznamu politických návrhů pro přesměrování technologií, který zahrnuje: tržní pobídky, rozpad velkých technologických firem, daňovou reformu, investice do pracovníků, ochranu soukromí a vlastnictví dat a daň z digitální reklamy.